# Josh Wilson (músico)
Joshua David "Josh" Wilson (nacido el 14 de noviembre de 1983) es un músico cristiano contemporáneo de El Dorado, Arkansas. Es más conocido por su sencillo "Savior, please" de su LP Trying to Fit the Ocean in a Cup y  "Before the morning" de su EP de 2009 Life is Not a Snapshot.

## Discografía
- 2004: Dragonfly (independent)[8][9]
- 2006: Shake the Shadow EP (independent)[8]
- 2008: Trying to Fit the Ocean in a Cup (Sparrow Records)[8]
- 2008: Sing: A Christmas EP (Sparrow Records)[8]
- 2009: Life Is Not a Snapshot EP (Sparrow Records)[8]
- 2010: Josh Wilson (Sparrow Records)[8] Trying to Fit the Ocean in a Cup y Life Is Not a Snapshot EP.
- 2011: See You (Sparrow Records)[8]
- 2012: Live From Carson Center - EP (Sparrow Records)[8]
- 2012: Noel (Sparrow Records)[8]
- 2013: Carry Me (Sparrow Records)
- 2015: That Was Then, This Is Now (Sparrow Records)

## Lista de Éxitos
Sencillos - Billboard (Norteamérica)
| Año  | Título               | Posiciones en lista | Álbum                            |
| Año  | Título               | Hot Christian Songs | Álbum                            |
| ---- | -------------------- | ------------------- | -------------------------------- |
| 2008 | "3 Minute Song"      | 26                  | Trying to Fit the Ocean in a Cup |
| 2009 | "Savior, Please"     | 7                   | Trying to Fit the Ocean in a Cup |
| 2009 | "Sing"               | 40                  | Life is Not a Snapshot           |
| 2010 | "Before the Morning" | 3                   | Life is Not a Snapshot           |
| 2011 | "I Refuse"           | 3                   | See You                          |
| 2011 | "Fall Apart"         | 6                   | See You                          |